# 空屋 (福尔摩斯)

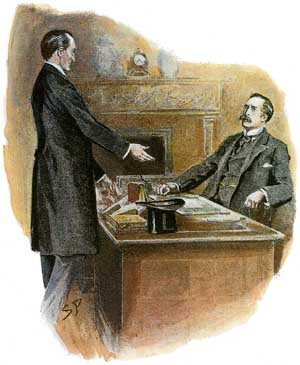
华生看到福尔摩斯归来十分惊奇

空屋（英語：The Adventure of the Empty House），阿瑟·柯南·道尔爵士所写的福尔摩斯短篇故事之一，收入于《福尔摩斯归来记》之中。故事讲述在《最后一案》中被認為墜入瀑布身亡的夏洛克·福尔摩斯意外回到了伦敦，和老朋友华生医生共同侦破一件枪杀案的过程。1927年柯南·道尔将这篇故事排在自己最喜欢的十二个福尔摩斯故事的第六位。

## 创作缘起
柯南·道尔认为创作福尔摩斯探案花费了自己太多的时间，使自己无暇进行更重要的历史小说的创作，于是他在1893年出版的短篇故事《最后一案》中，让歇洛克·福尔摩斯和对手莫里亚蒂教授一起坠入莱辛巴赫瀑布身亡，这引起了广大读者的不满。八年后柯南·道尔创作了《巴斯克维尔的猎犬》，作为福尔摩斯早期探案发表，大受欢迎，读者更加希望福尔摩斯能够复生。1903年美国科里尔出版公司开出高价希望柯南道尔继续写作福尔摩斯的故事，同年以《空屋》为首篇的收录了十三个短篇故事的《归来记》，在美国出版。

## 情节

### 谋杀罗纳德·阿德尔
故事开头，华生医生叙述自己在和福尔摩斯的长期往来中养成了试图用福尔摩斯的方法分析罪案的习惯，并慨叹福尔摩斯已然去世，无法侦办罗纳德·阿德尔被杀的案件。罗纳德·阿德尔是某位伯爵的次子，无仇家、无恶习，圈子很小，好玩纸牌。1894年3月30日下午和晚饭后，他在俱乐部玩了惠斯特，跟他一起打牌的莫兰上校证明几周前他还和阿德尔一起赢了四百二十英镑。
出事那天晚上，阿德尔十点钟回家，十一点二十分他的母亲和妹妹回来后，发现他在反锁住的房间里被击中头部，房间的窗户是开着的，现场没有凶器，附近也没有听到枪响。在现场只发现了一些钱和记录数字和朋友名字的一张纸条，推测是在计算打牌的输赢。

### 福尔摩斯归来
一天傍晚，华生去看凶案发生的房子，无意撞到了一个佝偻老人。华生从老人抱着冷僻的书籍推测老人是个穷藏书家，老人则不满地走掉了。华生细致观察房子后，认为凶手完全搆不到离地很高的窗户，只得带着疑惑回家。刚到家，那位老人就来向华生推销旧书，说道：“再来五本书就可以把你的第二个书架填满，现在不够整齐是不是。”华生随后回头去看书架，再回过头来时发现福尔摩斯站在面前对着自己微笑，华生在激动之下晕了过去。
醒来后的华生询问福尔摩斯三年前是如何从莱辛巴赫瀑布逃生的，福尔摩斯解释道，当时他用巴頓術摆脱了莫里亚蒂教授，教授掉进了激流，但自己决定让全世界相信自己已经死了而擺脫教授的余党。所以他爬上了旁边的岩架。他在岩架上看到华生来寻找自己认定自己死亡而回去了，以为已然安全，却发现有人要推下岩石砸死他。福尔摩斯立刻又往下爬，摔到了岩壁下面的小道上得以逃生。
按照福尔摩斯的说法，他先去了佛罗伦萨，之后去西藏待了两年，去过波斯，游览了麦加圣地，还到喀土穆拜访了Abdallahi ibn Muhammad。到法国以后，花了几个月的时间在蒙彼利埃研究煤焦油的衍生物。此时得知教授的两个余党只剩下一个在伦敦，就回来了。这段时间里只有他的哥哥迈克罗夫特·福尔摩斯知道他的行踪。他数次想给华生写信，都担心华生的激动会泄露他尚在人间的秘密。

### 捕获凶手

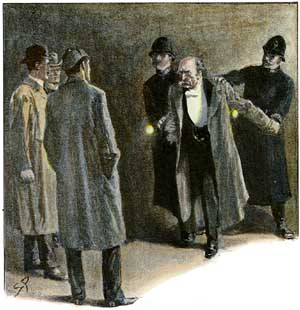
警方逮捕莫兰上校

福尔摩斯告诉华生今晚九点半他们要去进行一个危险的任务。经过一连串的小巷中穿行之后，他们进入了一间空屋。空屋的窗正对着福尔摩斯和华生以前的住所——贝克街221B号。华生惊奇地发现在寓所里有福尔摩斯坐在那里的身影。福尔摩斯解释说时刻监视着贝克街寓所的对方已经发现了自己回到伦敦，他就布置了那座很像自己的蜡像，作为给凶手的诱饵。华生注意到蜡像的影子居然在移动，福尔摩斯表现出一如既往地不耐烦，解释说他让哈德遜夫人每一刻钟移动一次，否则根本骗不住凶手。
过了一段时间，空屋里又进来了一个人。此人离福尔摩斯和华生距离不到三码，但是看不到在漆黑角落的他们。接着这人掏出了一支枪，瞄准福尔摩斯的蜡像射击。福尔摩斯和华生冲了过去，把他打倒在了地板上。福尔摩斯吹了警笛，雷斯垂德带人冲了进来。福尔摩斯保持着一贯对警方的嘲讽，对雷斯垂德说道：“一年当中有三件破不了的谋杀案可不行，雷斯垂德。不过你处理莫尔齐的案子不象你平时——就是说你处理得还不错。”之后福尔摩斯向大家介绍被捕的人正是莫兰上校，在莱辛巴赫试图砸死他的人，也是使用特制气枪发射铅弹杀死罗纳德·阿德尔的凶手。
回到贝克街之后，福尔摩斯向华生详细解释了莫兰上校的背景。他推理出罗诺德·阿德尔是莫兰上校谋杀的，但没想到上校会挑了他俩埋伏的同一个房子来袭击自己。对于莫兰犯罪的动机，福尔摩斯推测是阿德尔发现了莫兰在打牌中作弊，要求莫兰退出俱乐部并不再打牌。当晚他正在计算自己该退还多少钱，锁上门也是为了防止母亲和妹妹进来，此时被莫兰谋杀了。

## 漏洞
- 按照福尔摩斯的叙述，他1891年时在莱辛巴赫瀑布挣脱莫里亚蒂教授所用的是巴顿术，而这一自我防卫术是工程师爱德华·威廉·巴顿-怀特（Edward William Barton-Wright）于1898年创立的。
- 在《最后一案》中华生称自己是在莱辛巴赫瀑布事件两年后才提笔写出事实真相，而《空屋》中福尔摩斯说事件发生后几个月他就读到了华生的描述。

## 影视改编
- 1921年在埃里·诺伍德主演的黑白默片《福尔摩斯》中《空屋》被拍成电影。[4]
- 1951年BBC拍摄的六集电视系列剧《福尔摩斯》中，也收录了这个故事。[5]
- 1980年瓦西里·里瓦诺夫主演的苏联电视系列剧《福尔摩斯和华生医生的冒险》中，罗纳德·阿德尔在开头还活着，华生则试图按照福尔摩斯的方法去保护他。罗纳德死后，华生医生成为了主要嫌疑犯。
- 1986年，在杰里米·布雷特主演的《福尔摩斯归来记》比较忠于原著，但其中莫兰在瑞士是试图射击福尔摩斯，而不是推下石头，是华生而不是福尔摩斯推断出的莫兰杀害罗纳德·阿德尔的原因。
- 马克·加蒂斯宣称《神探夏洛克》的第三季的第一集会取材于《空屋》。然而實際播出是在第三季第三集使用。[6]